# Calosopsyche continentalis
Calosopsyche continentalis är en nattsländeart som beskrevs av Oliver S. Flint Jr. och Bueno-soria 1987. Calosopsyche continentalis ingår i släktet Calosopsyche och familjen ryssjenattsländor. Inga underarter finns listade i Catalogue of Life.